# Gisela Brož
Gisela Antonia Brož (Brosch), gift Braatz, född den 4 april 1865 i Wien, död 28 januari 1944 i New York, var en österrikisk-amerikansk cirkusartist (lindansös, musikclown).

## Biografi
Giselas föräldrar var skomakaren Joseph Brož och hans hustru Maria, f. Schalomon. Hon gick i klosterskola i Siebenbürgen, varefter hon vid femton års ålder lärde hon känna den amerikansk-skandinaviska cirkusfamiljen Madigan, som vid denna tid turnerade med cirkus Krembser i Wien. Gisela blev deras fosterflicka och lärdes upp till lindansös på spänd lina. Tillsammans med den två år yngre Elvira Madigan på slak lina framträdde hon med ett unikt nummer, där flickorna dansade samtidigt på varsin lina, spända ovanför varandra. Numret blev en sensation, och de följande åren uppträdde flickorna som "Luftens döttrar" på cirkusar och i varietélokaler över stora delar av Europa, bland annat i Berlin, Paris, London, Bryssel och Moskva. Efter ett uppträdande på Tivoli i Köpenhamn 1886 inför den danska kungafamiljen belönades flickorna med varsitt guldkors av kung Kristian IX. I Köpenhamn lärde Gisela också känna den tyske cirkusartisten Alexander Braatz (1864-1914), som hon förlovade sig med. Året därpå lämnade hon familjen Madigan och gifte sig med Alexander i London sommaren 1888. Paret emigrerade till USA, där de tillsammans med Alexanders bror och svägerska bildade en grupp musikclowner, the Barra Troupe, som de kommande åren turnerade både i USA och Europa. Gisela och hennes make blev amerikanska medborgare 1894. Alexander avled ca. 1914, varefter Gisela levde som änka i New York till sin död 1944. Paret fick två barn, Alice (f. 1888) och Walther (f. 1891). 